# 李麟 (弘治进士)
李麟（1458年—？），字仁仲，号心斋，浙江鄞县（今属宁波市）人，明朝政治人物、诗人。

## 生平
治《易》经，弘治六年（1493年）登癸丑科會試第三名，廷試二甲第三十五名进士。历任兵部员外郎、郎中，十八年（1505年）六月升江西右参议。江西任上政绩显著。明正德三年 （1508年），入京朝贺，触怒大太监刘瑾，下狱。刘瑾伏诛后得释。复起用，四年（1509年）十一月升任广东提学副使，六年正月考察以不謹闲住。起復貴州副使，抚辑铜仁镇筸诸苗有功，受到奖赏。十四年三月升四川左参政，十五年十一月升贵州按察使。嘉靖元年（1522年）九月升貴州右布政使。以老辞归，闭门著述。是工部侍郎李堂的堂兄。

## 著述
- 《登滕王閣金縷曲》
- 《嘉靖寧波府志》

## 家族
曾祖李泰亨。祖父李伯儒。父李鼒。前母高氏，母王氏。慈侍下。兄益、傑、麒。弟李堂（工部主事）、李常。

## 出处
1. 1 2  浙江档案网. . 浙江名人录. （原始内容存档于2016年3月4日）.
2. ↑  【清】 王昶. .   [2015-10-28]. （原始内容存档于2019-08-23）.
3. ↑  《弘治六年进士登科录》
4. ↑  《大明世宗肃皇帝实录》卷018
5. ↑  《貴州通志》-清-鄂爾泰
6. ↑  《国家、科举与家族：以明代宁波杨氏为中心的考察》，《宁波大学学报：人文科学版》2010年第6期，钱茂伟 著
7. ↑  龚延明主编 (编). . 宁波: 宁波出版社. 2016. ISBN 978-7-5526-2320-8. 《天一閣藏明代科舉錄選刊.登科錄》之《弘治六年癸丑科進士登科錄》